# BALCO-affaire
De BALCO-affaire is een omvangrijke dopingzaak, die in 2003 aan het licht kwam. Centraal in de affaire stond de Bay Area Laboratory Co-Operative (BALCO); een Amerikaans bedrijf, opgericht in 1984 door Victor Conte, met als doel het leveren van bloed- en urinetesten en voedingssupplementen. In 2003 bleek dat Conte samen met vicepresident James Valente, coach Remi Korchemny en trainer Greg Anderson jarenlang de doping Tetrahydrogestrinon (THG) had verstrekt aan Amerikaanse en Europese sporters.

## Verloop
De affaire kwam aan het licht, toen journalisten Lance Williams en Mark Fainaru-Wada een onderzoek naar BALCO begonnen, nadat sprintcoach Trevor Graham in een anoniem telefoontje naar de United States Anti-Doping Agency meerdere sporters ervan beschuldigde doping te hebben gebruikt die niet met de standaard dopingtesten kon worden opgespoord. Als bewijs leverde hij een injectienaald met sporen van THG, bijgenaamd “the clear”. Behalve Williams en Fainaru-Wada stelde ook de United States Attorney for the Northern District of California een onderzoek in.
Niet lang hierna kwam Don Catlin, toenmalig hoofd van het UCLA Olympic Analytical Laboratory, met een test die THG wel kon aantonen. Hij onderzocht hiermee 550 urinemonsters van atleten, waarvan 20 positief reageerden op de test. Catlin werd voor zijn ontdekking door de Chicago Tribune uitgeroepen tot sportman van het jaar.
Op 3 september 2003 deden de Internal Revenue Service, Food and Drug Administration, de Narcotics Task Force van San Mateo en de USADA gezamenlijk een huiszoeking bij BALCO. Hierbij werden een lijst van klanten en containers met doping gevonden. Bij een tweede huiszoeking bij Greg Anderson thuis werden nog meer containers met doping en 60.000 dollar in contant geld aangetroffen. Patrick Arnold, BALCO’s chemicus, bekende dat atleten Barry Bonds en Sheffield THG hadden gekregen, maar de atleten ontkenden zelf hier iets vanaf te weten.

## Verdachte sporters
De in beslag genomen lijsten vermeldden onder anderen de volgende sporters als klanten van BALCO:
- MLB-spelers: Barry Bonds, Benito Santiago, Jeremy Giambi, Bobby Estalella en Armando Rios
- Atleten:
  - Kogelslingeren: John McEwen (werd voor twee jaar geschorst)
  - Kogelstoten: Kevin Toth (werd voor twee jaar geschorst) en C.J. Hunter
  - Sprint: Dwain Chambers (werd voor twee jaar geschorst), Marion Jones (gevangenisstraf van zes maanden), Tim Montgomery (werd voor twee jaar geschorst), Raymond J. Smith, Zhanna Block en Kelli White (werd voor twee jaar geschorst)
  - Hardlopen: Regina Jacobs (werd voor vier jaar geschorst)
- Boksen: Shane Mosley
- Wielrennen: Tammy Thomas
- NFL-spelers: een aantal leden van de Oakland Raiders, onder wie Bill Romanowski, Tyrone Wheatley, Barrett Robbins, Chris Cooper en Dana Stubblefield
- Judo: Conte zou ook "vitaminesupplementen" hebben geleverd aan het Amerikaanse olympische judoteam van 1988

Christos Tzekos en zijn atleten werden ook in verband gebracht met de affaire, maar deze aanklachten werden later ingetrokken.

## Nasleep
In april 2005 kregen Lance Williams en Mark Fainaru-Wada de journalistenprijs van de White House Correspondents' Association. In 2006 publiceerden ze samen een boek over de affaire, getiteld Game of Shadows, waarin de samenvattingen van 200 interviews en 1000 documenten die ze hadden geraadpleegd bij hun onderzoek staan.
Op 15 juli 2005 bekenden Conte en Anderson beiden schuld aan het illegaal verstrekken van doping en witwassen van geld. Hun bekentenis bespaarde hen een (in hun ogen) vernederende rechtszaak. Conte bracht vier maanden in de gevangenis door. Anderson werd 13,5 maanden vastgezet. Hij kwam vrij op 15 november 2007.
Op 6 juni 2006 werd het huis van honkballer Jason Grimsley (Arizona Diamondbacks) doorzocht. Volgens Grimsley was hij zelfs benaderd door de politie om te helpen bewijzen te verkrijgen tegen Barry Bonds. Grimsley werd voor 50 wedstrijden geschorst door de Major League Baseball.
In oktober 2006 begon een nieuw onderzoek tegen Fainaru-Wada en Williams. De twee moesten tegenover een jury bekendmaken wie hen de naam van Barry Bonds had doorgespeeld. Toen ze dit weigerden werden ze tot 18 maanden cel veroordeeld, maar in februari 2007 werden ze weer vrijgelaten toen advocaat Troy Ellerman bekende de informant te zijn.
In een interview met Editor & Publisher maakte Lance Williams bekend dat hij nooit een getuigenis zou afleggen in de rechtbank.
Op 2 maart 2009 had de rechtszaak tegen Barry Bonds moeten beginnen, maar dit werd voor onbepaalde tijd uitgesteld toen er op het laatste moment nieuwe bewijzen kwamen. Uiteindelijk zou Bonds in eerste instantie veroordeeld worden voor het belemmeren van de rechtsgang, maar in 2015 in hoger beroep worden vrijgesproken.
In 2008 werd Marion Jones veroordeeld tot zes maanden gevangenisstraf vanwege het afleggen van een valse verklaring aan de FBI over haar dopinggebruik.